# Bear Lake County
Bear Lake County is een county in de Amerikaanse staat Idaho.
De county heeft een landoppervlakte van 2.516 km² en telt 6.411 inwoners (volkstelling 2000). De hoofdplaats is Paris.